# Thréonyl-ARNt synthétase
La thréonyl-ARNt synthétase est une ligase qui catalyse la réaction :
ATP + L-thréonine + ARNtThr  {\displaystyle \rightleftharpoons }  AMP + pyrophosphate + L-thréonyl-ARNtThr.
Cette enzyme assure la fixation de la thréonine, l'un des 22 acides aminés protéinogènes, sur son ARN de transfert, noté ARNtThr, pour former l'aminoacyl-ARNt correspondant, ici le thréonyl-ARNtThr.